# Burg Randeck (Pfalz)
Burg Randeck, auch Randegg genannt, ist die Ruine einer Höhenburg auf dem Schlossberg (263 m ü. NHN) etwas westlich des Weinbauorts Mannweiler-Cölln an der Alsenz im Donnersbergkreis in Rheinland-Pfalz.
Die Burg war der Stammsitz der Herren von Randeck.

## Geschichte
Die Burg wurde vermutlich im 12. Jahrhundert erbaut. Erstmals wird Heinrich von Randeck (Henricus de Randeke) im Jahre 1202 urkundlich erwähnt. Bei ihm handelt es sich vermutlich um einen Enkel des Ulrich von Wartenberg. Ihm folgte 1231 sein Sohn  Gottfried I. von Randeck. Der Enkel Gottfrieds 1298, Dietrich von Randeck. Ein weiterer Enkel 1311, Georg von Randeck. Von hier stammte auch Eberhard von Randeck († 1372) ab, Domdekan und erwählter Bischof von Speyer.
Die Anlage wurde 1518 durch Kaiser Maximilian I. als Lehen an Johann Brenner von Lewenstein, kurpfälzischer Burggraf und Oberamtmann von Alzey gegeben; 1649 durch Kaiser Ferdinand III. an den Deutschordensritter Hans Ludwig von Lewenstein. Nach dem Aussterben der Lewensteiner, fiel die Burg 1668 an den kurmainzischen Kanzler Nikolaus Georg Reigersberg.
Im Pfälzischen Erbfolgekrieg wird die Burg 1690 von den Franzosen rasch erstürmt und gesprengt. Danach wurden aber einige wenige Gebäude wieder bewohnbar gemacht. Berichtet wird 1844, dass sich die Burg in Privatbesitz befindet, niedergerissen und die Materialien verwertet wurden.
Heute ist die Burg, von der noch Reste der Ringmauer, eines Eckvorwerks, der Flankierungstürme und die Grundmauern des Bergfrieds vorhanden sind, im Besitz des Kulturhistorischen Vereins Mannweiler-Cölln.

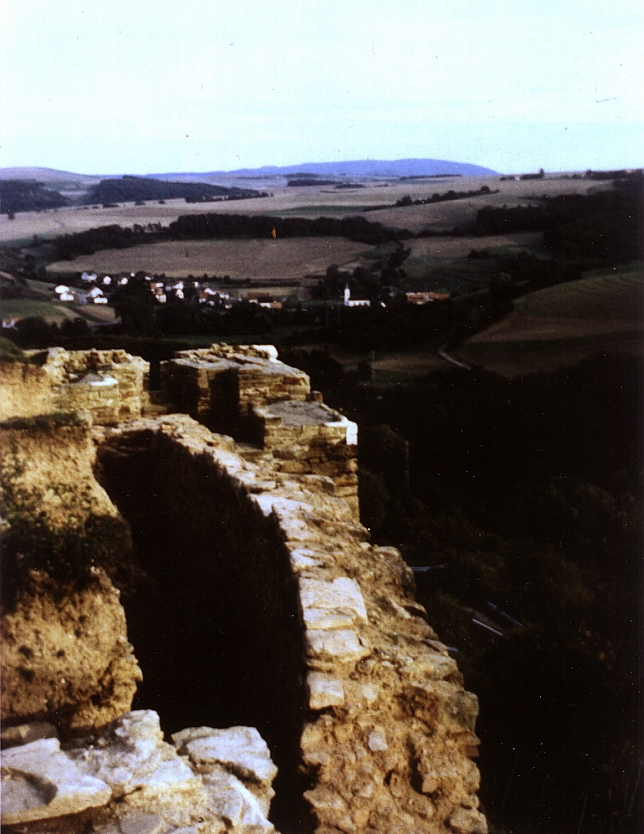
Blick von Burg Randeck in Richtung Donnersberg, 1986